# Jefford Point
Der Jefford Point ist eine durch ein Felsenkliff geformte Landspitze an der Südküste der James-Ross-Insel vor der Nordspitze der Antarktischen Halbinsel. Sie liegt 13 km ostnordöstlich des Kap Foster und bildet am südwestlichen Ende der Admiralitätsstraße die östliche Begrenzung der Einfahrt zur Swift Bay.
Teilnehmer der Schwedischen Antarktisexpedition (1901–1903) unter der Leitung Otto Nordenskjölds nahmen erste Vermessungen vor. Der Falkland Islands Dependencies Survey (FIDS) kartierte sie 1948 und 1952 erneut. Das UK Antarctic Place-Names Committee benannte sie 1957 nach Brian Jefford (1922–1994), Geodät des FIDS in der Hope Bay im Jahr 1948 in der Admiralty Bay im Jahr darauf.